# سامسونج أينفيوس 4G
سامسونج أينفيوس 4G (بالإنجليزية: Samsung Infuse 4G)‏ هو هاتف ذكي من إلكترونيات سامسونج يعمل بنظام أندرويد، تم طرحه في الأسواق في مايو 15, 2011.

## الخصائص
- نظام التشغيل: أندرويد
- الكاميرا الأمامية: 1.3 ميجابكسل
- الكاميرا الخلفية: 8 ميجابكسل
- الوزن: 129 غ (4.6 أونصة) , 94 غ (3.3 أونصة) without battery
- الذاكرة: 512 ميجابايت
- التخزين: 16 جيجابايت